# La Seyne-sur-Mer
La_Seyne-sur-Mer er en stor fransk provinsby. Den er beliggende i departementet Var.